# Doru Popadiuc
Doru Popadiuc (n. 18 februarie 1995, Suceava, România) este un fotbalist român, care joacă pe post de mijlocaș la Diósgyőri VTK în Nemzeti Bajnokság I. Pe plan internațional, are prezențe la națională pentru România Sub-21 și România Sub-19.

## Carieră

### Ceahlăul Piatra Neamț
Doru Popadiuc a ajuns în lotul primei echipe a Ceahlăului Piatra Neamț în sezonul 2013-2014, debutând pentru nemțeni în Liga I, pe 20 iulie 2013, chiar împotriva echipei la care urma să ajungă în 2016, Steaua București. În acel sezon, Popadiuc a jucat în 22 de meciuri în campionat, fiind integralist în doar două dintre acestea și reușind două pase de gol. Mijlocașul lateral a devenit un jucător important pentru Ceahlăul, jucând în 29 de partide: 25 în Liga I, două în Cupa României și una în Cupa Ligii. În sezonul 2014-2015 a înscris și singurul gol pentru nemțeni, într-o victorie împotriva echipei FC Brașov. Ceahlăul retrogradează la finele acestui sezon. În următorul sezon, în Liga a II-a, Popadiuc lipsește doar dintr-un meci până în etapa a 15-a, dar nu reușește să își ajute echipa să obțină decât 8 puncte, Ceahlăul aflându-se pe ultima poziție în clasament la acea perioadă. Totuși, Popadiuc prinde un transfer nesperat la campioana României, Steaua București, fiind adus la cererea directorului tehnic, Mirel Rădoi, împreună cu alți doi colegi ai săi de la Ceahlăul: Cătălin Ștefănescu și Sebastian Chitoșcă, pentru suma de 150.000 de euro.

### Steaua București
Cei trei jucători veniți de la Ceahlăul, printre care și Popadiuc, au ajuns la Steaua în ianuarie 2016, după ce semnaseră cu formația roș-albastră încă din octombrie. Între timp, staff-ul tehnic al Stelei a fost schimbat, iar directorul tehnic Rădoi, cel ce i-a vrut pe nemțeni, a fost înlocuit cu antrenorul Laurențiu Reghecampf. Spre deosebire de Rădoi, acesta nu a încercat să promoveze jucători tineri, ci s-a bazat pe transferurile unor jucători consacrați. Astfel, Ștefănescu și Chitoșcă au fost împrumutați, în timp ce Popadiuc a rămas în curtea Stelei, debutând într-un meci de Cupa Ligii, 1-0 împotriva Astrei Giurgiu. A debutat și în campionat în aprilie 2016, intrând pe final în meciul de play-off câștigat cu 3-0 cu Viitorul Constanța, iar o lună mai târziu, în ultima etapă, a intrat la pauză în meciul cu AS Ardealul Târgu Mureș și a și marcat un gol.

## Echipa națională
Din anul 2014, Doru Popadiuc a evoluat în cinci partide pentru naționala de tineret a României.